# Plage Uretiti
 (juin 2022).

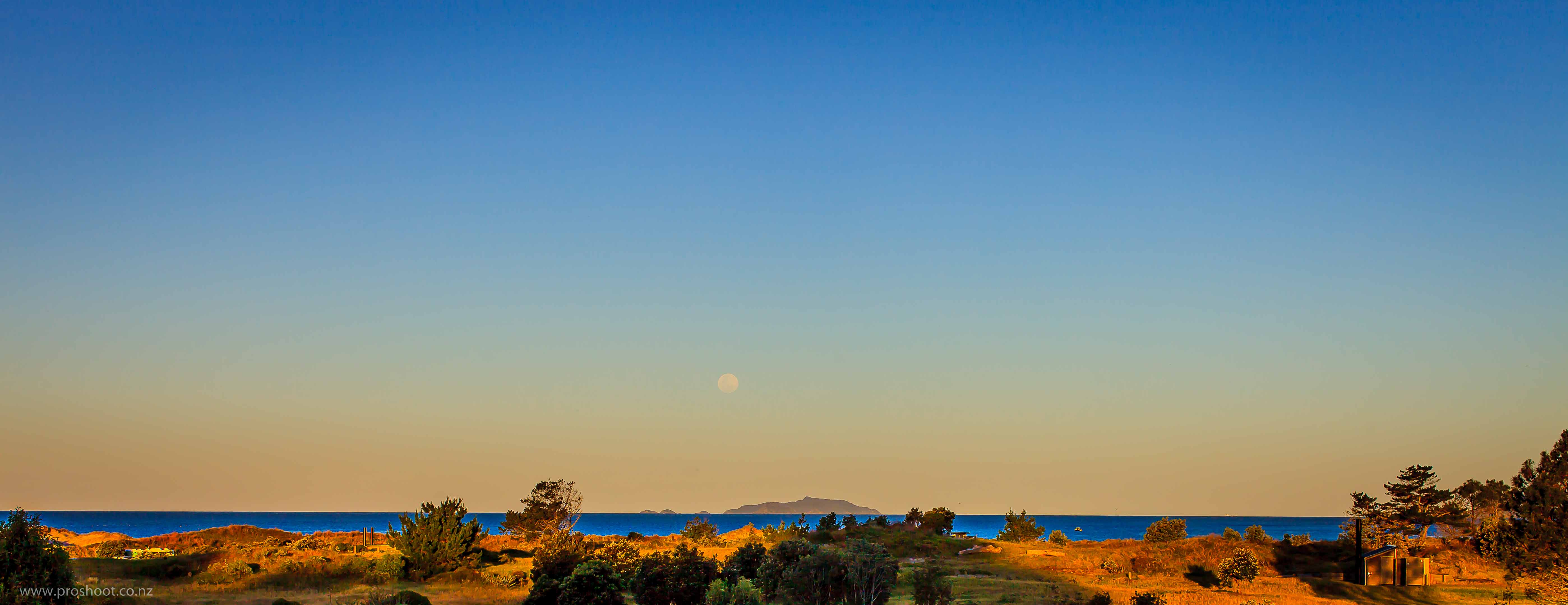
Vue sur la mer depuis le camping Uretiti, montrant Hen Island

La plage Uretiti ([ ˈ ʉ ɾ ɛ ˌ t i t i ]) se situe entre Ruakākā et Waipu sur Bream Bay au sud de Whangarei dans le Northland, en Nouvelle-Zélande. Elle comprend le côté côtier de la réserve de loisirs d'Uretiti  et de la réserve panoramique d'Uretiti,, et est desservie par un terrain de camping du Département de la conservation (DOC) dans la réserve de loisirs. La plage d'Uretiti est populaire pour la baignade, le surf et la pêche, c'est aussi une plage nudiste et un lieu de drague gay. 

## Nom
Le nom Uretiti date d'avant la colonisation britannique de la Nouvelle-Zélande. Le DOC consulte le Patuharakeke hapū local avant de définir les noms officiels des réserves, mais ne reçoit aucune information sur la signification d' Uretiti. En maori, ure signifie "pénis", et titi signifie "piquer" ou "piquer" . 

## Géographie physique
La plage d'Uretiti fait face à l'est à Bream Bay. Ses extrémités nord et sud sont définies par les limites du DOC plutôt que par des caractéristiques topographiques ; il se fond dans la plage de Ruakākā adjacente au canton de Ruakākā à l'extrémité nord, et dans le refuge faunique de Waipu près de la ville de Waipu à l'extrémité sud ,. Le tronçon de plage ainsi défini est d'environ 5 kilomètres de long. Au nord-est de Ruakākā, Bream Bay se termine à Marsden Point, marquant l'embouchure du port de Whangarei . Au sud-est de la ville de Waipu se trouvent d'autres plages, notamment Waipu Cove et Langs Beach avant que la baie ne se termine à Bream Tail. Les îles Hen et Chicken s'étendent sur environ 25 kilomètres (15,5342798 mi) au large à l'est,.

## Usage récréatif
Uretiti est un site populaire pour le surf, la pêche, la natation et la promenade,,. Son eau passe systématiquement les tests de qualité de l'eau pour la sécurité de la baignade. Il n'est pas surveillé par des sauveteurs . La plage est une section de l'itinéraire de randonnée Te Araroa, qui s'étend sur toute la longueur du pays . 
L'accès principal à la plage se fait par le terrain de camping DOC, qui propose trois cents sites de tentes non alimentés et des installations décrites comme "de base" - toilettes, robinets d'eau et douches froides ,,. Uretiti est un site populaire pour les réjouissances du Nouvel An ; les visiteurs souhaitant camper pendant le pic de la saison sont invités à réserver. Ceux qui fêtent le Nouvel An et les autres visiteurs allument fréquemment des feux d'artifice ou des feux de joie sur la plage malgré l'interdiction totale des feux dans la région ; des feux d'artifice seraient responsables d'un incendie qui affecta 500 mètres carrés de broussailles en 2016 .

### Nudité
Uretiti est la plage la plus populaire du Northland pour le naturisme ,,. En général, les naturistes vont dans la moitié sud de la plage ; cependant, il s'agit d'une coutume plutôt que d'une règle exécutoire. La nudité publique est légale sur toutes les plages néo-zélandaises où elle est "connue" . La nudité n'est pas autorisée dans le camping DOC ,,. 
Uretiti est un site établi pour l'activité gay, dont le naturisme gay et la drague gay en plus des fêtes du Nouvel An sur le thème de l'arc-en-ciel, symbole LGBT+ . 

### Tensions autour de la pêche au crabe
Des tensions sont apparues entre les pêcheurs de crabe en visite et les résidents locaux, qui affirment que les pêcheurs laissent fréquemment des carcasses d'animaux, utilisées comme appâts de crabe, sur la plage. Un certain nombre de pêcheurs se sont noyés à la fin des années 2010 en installant des casiers à crabes dans de petits canots. Dans la mesure où plusieurs pêcheurs sont d'origine est-asiatique, les appels à l'interdiction de la pêche au crabe dans la région ont pris une portée raciste,,.